# Gröntjärnen (Anundsjö socken, Ångermanland, 708517-157687)
Gröntjärnen är en sjö i Örnsköldsviks kommun i Ångermanland och ingår i Ångermanälvens huvudavrinningsområde.